# Vogelina Lobe
Vogelina Lobe est une militante socialiste et féministe belge d’expression flamande, née en 1912 et morte en 1997.

## Biographie

### Naissance et enfance
Née à Amsterdam le 23 juin 1912,,, elle est le second enfant de Hartog Lobe et de Marianne Lelie. Elle a un frère aîné (Daan) et deux frères cadets (Louis et Eduard). Son père travaillant dans l’industrie diamantaire, la famille, d’origine juive, est encouragée par les autorités belges à s’installer à Anvers. C’est ce qu’elle fait de manière définitive en 1919 après plusieurs déménagements successifs entre Amsterdam et Anvers durant l’enfance de Vogelina,. La famille s’installe alors dans la Provinciestraat puis à partir de 1922, à Berchem.

### Jeunesse et militance
Vogelina Lobe fait ses études à l’école municipale professionnelle pour filles d’Anvers, sa nationalité néerlandaise ne lui permettant pas de s’inscrire à l’école normale,. Dès l’âge de 15 ans, Lobe fait montre d’une personnalité engagée en devenant membre, puis vice-présidente (en 1929), de l’Algemeen Vlaamsch Studentenverbond (AVS), une fédération regroupant plusieurs associations d’étudiants Flamands,. Durant sa jeunesse, elle se tourne vers le mouvement nationaliste flamand en se méfiant cependant de ses potentielles dérives fascistes. Elle fréquente également des groupes antimilitaristes. Lors d’une distribution de tract contre la guerre en 1930, elle est arrêtée pour des propos diffamant envers la police et reçoit un ordre d’expulsion (elle est toujours de nationalité néerlandaise). De retour à Anvers, elle est à nouveau arrêtée et emprisonnée durant deux semaines, puis libérée suite à des manifestations d’étudiants en sa faveur,.
C’est à cette période qu’elle rejoint l'Union des étudiants socialistes (Vlaamse Vereniging van Studenten) et le Parti ouvrier belge, plus conformes à ses valeurs. Suite à sa rencontre avec Joséphine Stas, elle adhère au mouvement des Femmes socialistes (VV-FP). Elle contribue notamment à la rédaction de plusieurs journaux du mouvement avant d’en devenir la secrétaire adjointe nationale.

### Mariage et famille
C’est à l’occasion de ses activités militantes qu’elle rencontre Frans Dille (enseignant et artiste, socialiste convaincu) qui deviendra son mari en 1932. Le couple a deux enfants (Gerda, née en 1933 et Koen, né en 1934). Cela n’empêche pas Vogelina Lobe de continuer à travailler à temps plein à Bruxelles pour les VV-FP et comme enseignante dans des écoles pour femmes, alors que Frans Dille prend une part importante de la charge du ménage rendant ainsi le fonctionnement de leur couple comme moderne et atypique pour l’époque.

### Seconde Guerre mondiale
Quand la guerre éclate, en mai 1940, la famille prend la fuite vers Coxyde d’abord puis le Nord de la France,. Les Dille-Lobe sont de retour à Hoboken, près d’Anvers, en juillet. Si Frans Dille peut continuer à enseigner, les activités de Vogelina Lobe au sein du VV-FP sont mises à l’arrêt. Elle doit liquider le magazine du mouvement : De Stem der Vrouw.
Vogelina Lobe s’engage alors dans la résistance au sein des réseaux « Résistance socialiste » et « Socrates », qui achemine de l'aide et de la nourriture aux réfractaires, et cherche des adresses pour cacher les enfants juifs. Après, la guerre, elle acquiert pour ces actions le statut de Résistante civile,.

### Après-guerre
Au sortir de la guerre, Vogelina Lobe reprend ses activités militantes au sein du mouvement des Femmes prévoyantes socialistes. Jusqu’en 1967, elle poursuit son travail à la tête de la rédaction du magazine De Stem der Vrouw. Parallèlement, elle collabore comme journaliste à l’Institut National de Radiodiffusion (INR/NIR),.
Elle reprend également des études pour obtenir le diplôme d’assistante sociale, en déposant un mémoire en 1955 au sujet de « la parentalité responsable, un problème social et individuel ». En 1956, elle devient directrice de l’école communale pour Assistantes sociales d’Anvers,.

## Engagements
Dans le cadre de son engagement auprès des Femmes prévoyantes socialistes, Vogelina Lobe se positionne en faveur du contrôle des naissances, de l’éducation sexuelle et de la maternité désirée. Elle prononce notamment en 1952 un discours sur « Le bonheur conjugal et la moralité », dans lequel elle défend l'abolition de l'article 383 du Code pénal qui interdisait le recours à la contraception.
Dans le magazine des Femmes prévoyantes socialistes, De Stem der Vrouw (La Voix des femmes) dont elle est rédactrice en chef, elle informe les femmes sur la contraception et la sexualité. Elle s’intéresse également au logement social, à l’aménagement de l’habitat et au suffrage des femmes. En 1955, elle s’engage dans l'Association belge pour le planning familial et l'éducation sexuelle (Belgische Vereniging voor Seksuele Voorlichting) fondée en 1955 par le professeur Jacques Clément dans laquelle elle sera active jusqu’en 1970.
A partir de 1973, Vogelina Lobe entame un autre axe de travail en intégrant l’Action commune socialiste qui projette d’écrire l’histoire du mouvement ouvrier socialiste à Anvers,.